# KOHH
Yuki Chiba (Japans: 千葉雄喜; Chiba Yūki) (Tokio, 22 april 1990), beter bekend onder zijn artiestennaam KOHH, is een Japanse hiphop-artiest. Hij heeft tot nu toe zeven studioalbums en zes mixtapes uitgebracht.

## Vroege jaren
KOHH werd geboren in de Tokiose wijk Kita. Hij werd samen met zijn jongere broer opgevoed door een alleenstaande moeder. Hun beide ouders waren verslaafd; zijn moeder aan methamfetamine en kickte af, zijn vader pleegde zelfmoord door van een flatgebouw te springen terwijl hij high was. Ook buitenshuis groeide KOHH op in een gewelddadige omgeving vol drugs, met vrienden die net als hij verslaafde ouders hadden.

## Carrière
Op 18-jarige leeftijd begon KOHH met het produceren en opnemen van muziek, en maakte hij verschillende mixtapes, totdat hij producer 318 ontmoette en vervolgens materiaal begon uit te brengen onder het label Gunsmith Production.
Hij bracht eerst twee mixtapes, YELLOW T△PE en YELLOW T△PE 2, uit alvorens zijn debuutalbum MONOCHROME in 2014 verscheen. Het werd een redelijk succes, met als hitsingle 貧乏なんて気にしない (Binbō nante Kinishinai; 'ik geef niets om armoede' of 'het boeit me niet als ik arm ben').
In 2015 werkte KOHH samen met de Zuid-Koreaanse rapper Keith Ape. Hun gezamenlijke nummer 잊지마 werd een grote hit in zowel Zuid-Korea als Japan. Hierna werkte hij verder aan zijn album DIRT, dat eind 2015 verscheen.
Het jaar erop werkte KOHH samen met de Amerikaanse rapper Frank Ocean voor zijn hitsingle Nikes. De versie die met meer dan 250 miljoen streams op Spotify een wereldwijde hit werd, is echter de soloversie van Ocean. De oorspronkelijke versie, met KOHH die in het Japans rapt, verscheen alsnog op de fysieke versie van Oceans album Blonde. Online bleef deze altijd onvindbaar. Datzelfde jaar nam KOHH nog een duet op, met Hikaru Utada. Van het nummer Bōkyaku verscheen ook een clip, waar KOHH in te zien is. Het nummer staat op Utada's zesde album Fantôme. In 2018 verscheen Mariah Carey's album Caution. De Japanese iTunes-editie bevat als bonustrack het nummer Runaway, een duet met KOHH. In dit nummer rapt hij, net als in Nikes, in het Japans.

## Discografie

### Studioalbums
- 2014: MONOCHROME
- 2015: Kuchinashi
- 2015: DIRT
- 2016: DIRT II
- 2019: UNTILTED
- 2020: Worst
- 2022: The Lost Tapes

### Mixtapes
- 2012: YELLOW T△PE
- 2013: YELLOW T△PE 2
- 2015: Complete Collection 1
- 2015: Complete Collection 2
- 2015: YELLOW T△PE 3
- 2016: YELLOW T△PE 4